# Ева (фильм, 1962)
«Ева» (англ. Eva) — психологическая драма режиссёра Джозефа Лоузи, вышедшая на экраны в 1962 году.
Фильм поставлен по мотивам одноимённого романа 1945 года известного британского писателя Джеймса Хэдли Чейза и рассказывает историю неожиданно добившегося славы в Италии, аморального валлийского лже-писателя, одержимость которого алчной красавицей разрушает жизнь его и его невесты.

## Сюжет
Валлийский писатель Тивиан Джонс (Стэнли Бейкер) написал популярный автобиографический роман о жизни шахтёров, по которому был поставлен успешный фильм. Фильм был отлично принят на Венецианском фестивале, и на вечеринке продюсер фильма (Джорджо Альбертацци) уговаривает Тивиана написать следующий роман и готов профинансировать его работу, однако Тивиан относится к его предложению холодно и раздражительно. Сотрудница кинокомпании, красавица Франческа (Вирна Лизи) безумно влюблена в Тивиана. Хотя они помолвлены, Тивиан не проявляет к ней особенной привязанности и открыто заявляет ей о том, что считает себя свободным для общения с другими женщинами.
Книга и фильм принесли Тивиану славу и деньги, на которые он арендовал шикарный дом в Венеции. Однажды, пытаясь укрыться от проливного дождя, в венецианский дом Тивиана проникают светская куртизанка Ева (Жанна Моро) и её богатый покровитель. Застав их в своём доме, Тивиан мгновенно становится одержимым Евой. Тивиан выгоняет из дома её спутника и пытается заняться с ней любовью, однако Ева бьёт Тивиана пепельницей по голове и исчезает.
Вскоре Тивиан находит Еву в одном из ресторанов Рима. Он предлагает ей уехать вместе в его венецианский дом, однако Ева требует, чтобы он снял для них лучший номер в гостинице, дал денег на казино и оплатил её любовные услуги, на что Тивиан безропотно соглашается. Коллеги и знакомые предупреждают Тивиана о репутации Евы и о том, что не стоит с ней связываться. Сама Ева прямо говорит ему, чтобы он ни за что в неё не влюблялся и что в общении с мужчинами её интересуют только деньги, однако ничего не может его остановить. Когда Ева звонит ему по телефону, Тивиан бросает своих лучших друзей во время их свадьбы и убегает на встречу с ней.
В Венеции Тивиан оплачивает все расходы Евы, вероятно, спуская на неё почти все свои деньги, а Ева тем временем успевает найти себе новых богатых клиентов на будущее. Тивиан напивается до безумного состояния, и уже не может получить удовольствия от общения с Евой. В пьяном угаре он признаётся ей, что книгу написал не он, а его умерший брат, который всю жизнь проработал шахтёром, а сам Тивиан был в шахте только несколько недель. Перед смертью брат разрешил Тивиану забрать его рукопись и издать её под своим именем. Он также говорит, что эта поездка стоит ему не только огромных денег, но и возможной потери жены и лучших друзей. Однако Ева не собирается утешать его, более того, продолжает унижать, называя неудачником. К концу ночи, чтобы расплатиться с Евой, Тивиан отдаёт ей все оставшиеся у него деньги, а также дорогой портсигар, запонки и другие аксессуары, однако Ева презрительно отдаёт ему деньги назад, говоря, что она нашла себе новых клиентов, и это будут его комиссионные.
Вернувшись в Рим, Тивиан идёт к Франческе и сознаётся её в том, что провёл викэнд с другой женщиной, а также в том, что не он — автор романа. Но в итоге она прощает его, и вскоре они женятся. После нескольких счастливых дней во время медового месяца, не в силах преодолеть себя, Тайвиан сбегает к Еве. Франческа находит Тивиана, и застав его вместе с Евой, кончает жизнь самоубийством, разбиваясь за рулём катера.
После похорон Тивиан вновь начинает преследовать Еву, однако она отказывает ему в общении, проводя время в компании других мужчин. Доведенный своей одержимостью и унижениями с её стороны, Тивиан решает убить Еву. Однако, придя к ней домой, он не может ничего сделать, и только объясняется в любви к ней. Ева молча берёт кнут, сечёт его и выгоняет из своей квартиры…
Два года спустя Ева вновь приезжает в Венецию в сопровождении богатых ухажёров. Увидев её, работающий гидом обедневший Тивиан чувствует, что по-прежнему безумно в неё влюблён. Однако она не обращает на него никакого внимания.

## В ролях
- Жанна Моро — Ева Оливье
- Стэнли Бейкер — Тивиан Джонс
- Вирна Лизи — Франческа Феррара
- Джорджо Альбертацци — Серджио Бранко, режиссёр
- Джеймс Виллерс — Артур МакКормик, сценарист

## Создатели фильма и исполнители главных ролей
Ранние американские фильмы Лоузи «обеспечили ему прочную репутацию среди французских киноманов… В 1953 году после попадания в чёрный список Голливуда Лоузи эмигрировал в Великобританию, где первоначально снимал низкобюджетные триллеры и криминальные драмы,… однако два ключевых его фильма раннего британского периода — „Криминал“ (1960) и „Проклятые“ (1963) — вышли за рамки традиционных фильмов о Скотленд-Ярде,… и он пребывал в статусе модного режиссёра». Фильм «Ева» сделан в так называемый до-пинтеровский британский период творчества Лоузи «между созданием своего единственного научно-фантастического фильма „Проклятые“ (1963, снимался в 1961 году) и первого успешного артхаусного фильма „Слуга“ (1963)». «„Ева“ (1962) стала значительно более индивидуальной и амбициозной драмой, которая проложила дорогу к последующей артхаусной карьере Лоузи, включающей созданные с участием сценариста Гарольда Пинтера драмы „Слуга“ (1963), „Несчастный случай“ (1967) и „Посредник“ (1970)».
Братья Раймон и Робер Хакимы были продюсерами целой серии выдающихся фильмов середины XX века, среди них «Пепе ле Моко» (1936) Жюльена Девьювье, «Человек-зверь» (1938) Жана Ренуара, «Золотая каска» (1953) Жака Беккера, «На ярком солнце» (1960) Рене Клемана, «Затмение» (1962) Микеланджело Антониони и позднее «Дневная красавица» (1967) Луиса Буньюэля. Первоначально Хакимы хотели, чтобы режиссёром «Евы» был Жан-Люк Годар, но «после его отказа избранный на главную роль Стенли Бейкер предложил продюсерам в качестве замены Джозефа Лоузи, который снимал его в фильмах „Криминал“ (1960) и „Свидание вслепую“ (1959). После „Евы“ они работали вместе ещё один раз — при создании лучшего фильма Лоузи „Несчастный случай“ (1967)»".
В период работы над сценарием Лоузи отказался от услуг своего «старого товарища» Хьюго Батлера (который также был включён в голливудский чёрный список), с которым работал над фильмами нуар «Вор» (1951) и «Большая ночь» (1951), и взял Эвана Джонса, написавшего сценарий к фильму «Проклятые». Эван Джонс впоследствии сотрудничал с Лоузи как сценарист при работе над фильмами «За короля и Отечество» (1964) и «Модести Блейз» (1966).
Жанна Моро «в то время была европейской актрисой высшего уровня» после успешных ролей в таких фильмах, как «Лифт на эшафот» (1958) и «Любовники» (1958) Луи Маля, «Ночь» (1961) Микеланджело Антониони и «Жюль и Джим» (1962) Франсуа Трюффо

Помимо съёмок в картинах Лоузи, валлийский актёр Стенли Бейкер сыграл заметные роли в криминальных триллерах «Адские водители» (1957) Сая Эндфилда, «Жестокая площадка» (1958) Бэзила Дирдена и «Ад — это город» (1960) Вэла Геста, а также в военных драмах «Вчерашний враг» (1959) Геста и, позднее, «Зулусы» (1964) Эндфилда
.
Итальянская актриса Вирна Лизи снималась преимущественно в комедийных фильмах, среди наиболее известных её работ — снятый в США фильм «Как пришить свою жёнушку» (1964) с Джеком Леммоном, французский «Чёрный тюльпан» (1964) с Аленом Делоном и итальянская комедия «Дамы и господа» (1965), среди её серьёзных работ наиболее значимыми являются военная драма «25-й час» (1967) и позднее «Королева Марго» (1994), которая принесла ей приз лучшей актрисе Каннского кинофестиваля и Сезар как лучшей актрисе второго плана.

## Судьба фильма после производства
Первоначальная версия фильма, которую «Лоузи передал продюсерам, имела продолжительность 155 минут. После её просмотра братья Хакимы тут же сняли картину с Венецианского кинофестиваля и потребовали сократить её. Лоузи своими руками сократил его на 20 минут, и эта версия была показана на неудачном частном предпросмотре в Париже». Перед официальной премьерой фильма в Париже, «Хакимы сократили его ещё больше до 116 минут». Для проката в Великобритании и США «фильм был сокращён еще на 10-15 минут».
По словам кинокритика Дэвида Кота, Лоузи описал эту 100-минутную версию как «обычную дешёвую, маленькую мелодраму — неясную, претенциозную, без ритма и вкуса». «Кажется, это всё, что сегодня сохранилось от фильма, однако каким-то образом в своё время скандинавский дистрибьютор приобрёл права на фильм продолжительностью на 16 минут больше», которая демонстрировалась в странах региона.
Как указывает Гарднер, «амбиции Лоузи в отношении „Евы“ остались нереализованными в полном объёме. Несмотря на это, с сегодняшней точки зрения, фильм вряд ли помешал его карьере, хотя и заставил его ненадолго примолкнуть». Однако уже через год после «неловкости, связной со снятием фильма с Венецианского фестиваля, Лоузи вернулся туда с триумфальной премьерой „Слуги“ (1963), начав серию фильмов, которые обеспечили ему репутацию на долгое время».

## Оценка фильма критикой
В целом фильм получил неоднозначные отзывы, в его адрес раздавалось достаточно много критических замечаний, в частности, в отношении сценария, режиссуры и монтажа. Вместе с тем, отмечались и его достоинства — высокохудожественный стиль и работа актёров.
Кинокритик Джефф Гарднер приводит слова биографа Лоузи Дэвида Кота, который назвал «Еву» «самой травматической катастрофой в карьере Лоузи».
Кинокритик Босли Кроутер в «Нью-Йорк таймс» написал, что картина «просто лишена смысла. Это просто старомодная драма про женщину-вамп без малейшей проработки характеров», продолжая: «Не удивительно, что практически все, кто имел отношение к этому фильму, искали извинения и оправдания после выхода фильма на экраны в Европе. Мистер Лоузи говорил, что продюсер разрушил фильм с помощью монтажа. На это можно возразить: Он порезал его слишком мало». Тем не менее, Розенбаум отмечает, что «на Лоузи нельзя полностью возложить вину за несвязанность фильма, его продюсеры „поработали с ним“, в конечном счёте сократив со 155 до 100 минут». С другой стороны, Меган Ратнер считает, что «хотя фильм редко попадает в списки самых памятных работ Джозефа Лоузи, он заслуживает лучшей участи», а Джонатан Розенбаум в «Чикаго ридер» назвал фильм «неудачей, но бесконечно увлекательной».
Журнал «Variety» описал фильм как «элегантный, манерный взгляд на отношения между холодной, почти психопатической девушкой по вызову и писателем с признаками мазохизма». Деннис Шварц называет фильм «мрачной психологической драмой о страданиях и отчуждённости встревоженного валлийца, который не может справиться со своим подъёмом от непритязательной жизни к неожиданной писательской славе», отметив «тревожность и порочность» истории, «не допускающей никакого солнечного света», где человеческие отношения представляют собой «холодный мир утраченного рая». «TimeOut» отмечает, что любовь в этих отношениях «едва ли присутствует; Лоузи одержим проблемами развращающей силы власти, денег и обмана, и он говорит о них с более явным язвительным отвращением, чем будет позволять себе это впоследствии».
Розенбаум характеризует картину, как «декадентское произведение своего времени с садомазохистским взглядом на сексуальные отношения», продолжая, что «эта необычное, исключительное, вызывающее многочисленные ассоциации, и временами даже вдохновляющее маньеристское месиво намного интересней, чем многие добившиеся скромного успеха картины». По мнению «Variety», «картина напоминает довоенные американские фильмы о роковых женщинах», а Деннис Шварц называет её "очень горьким фильмом и новой версией «Голубого ангела». Продолжая тему ассоциаций с другими картинами, Розенбаум указывает, что «фильм претенциозен и откровенно вторичен по отношению к Микеланджело Антониони, Алену Рене и Федерико Феллини», а журнал «TimeOut» отмечает: «Отчуждённые фигуры, блуждающие по элегантному пейзажу знакомы по трилогии Антониони того же времени, но пессимизм, энергичное человеконенавистничество и разочарование в мире добавил сам Лоузи».
Многие критики обращают внимание на изысканный стиль фильма. По мнению «TimeOut», «фильм снят в характерном для Лоузи того времени барочном стиле», аналогичным образом Шварц характеризует визуальный стиль как «холодный и пышный». Гарднер отмечает «предрасположенность Лоузи к погружению картины в текстуры и дизайн, его способность находить броские костюмы и места съёмок, что уже было заметно в „Преступнике“ (1960) и „Цыгане и джентльмене“ (1957)… Его постоянный художник Ричард Макдональд тщательно разработал декорации с зеркалами, бокалами, пепельницами, мебелью, картинами, костюмами с перьями и даже безгранично белыми ванными комнатами, создавая образ великосветской среды, потворства своим желаниям и богатства». Кроутер отмечает, что «Лоузи добился великолепного и изысканного визуального ряда с восхитительными видами Рима и Венеции, и таких увлекательных и ярких моментов, как венецианская свадьба и венецианские похороны, которые он поймал на свою беспокойную камеру». Розенбаум также указывает, что помимо чудесного использования натурных съёмок в Венеции и Риме, фильм «содержит отличный джазовый саундтрек Мишеля Леграна (с использованием в ключевые моменты трёх фрагментов из песен Билли Холидей)». С этим согласны Ратнер и Шварц, указавшие, что джазовая музыка Мишеля Леграна «под влиянием Майлса Дэвиса» и «великая песня Билли Холидей наиболее точным образом придают грустное настроение фильму от начала и до конца». Характериуя стиль и игру актёров, Кроутер отмечает, что «этот роман на фоне классики наполнен прекрасно одетыми актёрами, которые выглядят столь же механически, как и их дублированная английская речь».
В центре внимания картины находится треугольник, связывающий героев Жанны Моро, Стенли Бейкера и Вирны Лизи (она играет сравнительно скромную роль). Как пишет Шварц, «главные герои не только не симпатичны, не милы и не сердечны; они являются воплощением Бога разрушения, стремясь к уничтожению не только самих себя, но и любого, кто оказывается на их пути». Кроутер даёт крайне нелицеприятную характеристику основным персонажам. Подробно остановившись на личности героя Бейкера, он пишет: «Чтобы вы подумали о парне, который предпочитает прокуренную соблазнительницу Жанну Моро свежей и лучезарной Вирне Лизи — охотницу за деньгами, французскую куртизанку благородной итальянской карьерной девушке, которая жаждет стать его женой? Вы бы подумали, что это какой-то чудик, я предположу… Однако (герой Бейкера) и есть тот самый чудик, который таращит глаза, раздувает ноздри и начинает тяжело дышать, когда впервые замечает французскую сирену, принимающую огромную ванну в его арендованном венецианском доме. Тот самый чудик, который бросает свою изящную и красивую невесту на Венецианском кинофестивале и пускается в погоню за этой праздной соблазнительницей, которая величественно отбывает в Рим. И тот самый чудик, который продолжает преследовать её на протяжении всего фильма, чаще получая отпор, но всегда стремясь завоевать её, до тех пор, пока не доводит девушку, которая в него влюблена, до самоубийства, а публику, которая смотрит всё это, до желания лезть на стену». Кроме того, он «не настоящий писатель, а мошенник», и «в исполнении мистера Бейкера нестерпимый хам и зануда». Примерно также оценивает героя Бейкера и «TimeOut», написав: «В центре внимания картины находится Бейкер, который постепенно попадает в безумную любовную зависимость от беспощадной, свободной от обязательств соблазнительницы». «Variety» отмечает, что как актёр, «Бейкер приемлемо смотрится в роли карабкающегося наверх бывшего шахтера», с другой стороны, Ратнер отмечает, что «Бейкер играет весь фильм на одной ноте, в то время как партия Моро намного сложнее».
Критики высоко оценили игру Жанны Моро. Шварц отмечает, что фильм «наверняка понравится поклонникам французской актрисы Жанны Моро, где она исполняет одну из своих лучших ролей, очень сильно сыграв Еву. Она является душой фильма, вгрызаясь в эту мрачную и неправдоподобную историю». «TimeOut» разделяет это мнение, указывая, что «фильм без сомнения принадлежит Моро, которая, в одной из своих лучших ролей, создаёт образ ужасающей честности — бессердечно хладнокровной женщины, которая делает всё исключительно ради денег и удовлетворения своих прихотей» . Ратнер также отмечает, что «только её сцены делают фильм», характеризуя личность героини как «бесстыдно вероломную соблазнительницу», «открыто садистскую женщину», а также как «искусную, безжалостную и непрощающую, что было редкостью в спокойной вселенной женских киноролей того времени» .
Кроутер отмечает, что героиня Моро "раздевается перед зеркалами, относясь к себе с обожанием. Она прижимается своим лицом к его лицу, но когда она не в настроении, она относится к нему как Цирцея к свиньям. Она принадлежит к тому типу немых женщин-вамп, которых играла Теда Бара 50 лет назад. (Как подчёркивает Ратнер, «Моро значительную часть фильма играет без слов, показывая всё каждым своим молчаливым жестом» ). С другой стороны, «Variety» отмечает, что у Моро «возникают трудности с образом чересчур шикарной и чересчур стилизованной женщины-вамп, которую она призвана сыграть».
Касательно героини Вирны Лизи Кроутер отмечает: «А что за личность представляет собой невеста, которую играет податливая мисс Лизи? Она очаровательна, и этим всё сказано. Её единственной проблемой является то, что она демонстрирует полное отсутствие вкуса и способности оценивать людей. Ей надо было бросать эту птичку (Бейкера) в самом начале».